# ジャン・ドーセ
ジャン＝バティスト＝ガブリエル＝ジョアシャン・ドーセ（Jean-Baptiste-Gabriel-Joachim Dausset, 1916年10月19日 - 2009年6月6日）は、フランスの免疫学者、医師。1980年にバルフ・ベナセラフ、ジョージ・スネルと共に、ノーベル生理学・医学賞をMHCの研究業績により受賞した。

## 人物
トゥールーズ生まれ。1968年よりフランス国立医学研究所の所長、1978年よりコレージュ・ド・フランスの実験医科学の教授を歴任した。
2009年6月6日、病気のために生涯を閉じた。92歳没。

## 受賞歴
- 1970年：カール・ラントシュタイナー記念賞
- 1977年：ガードナー国際賞、ロベルト・コッホ賞
- 1978年：ウルフ賞医学部門
- 1980年：ノーベル生理学・医学賞

## 著書
- 生命のつぶやき HLAへの大いなる旅（鈴村靖爾訳、集英社、2004年）

## 参照
- Jean Dausset Biographical